# Bisbat de Nuevo Laredo
El bisbat de Nuevo Laredo (castellà:  Diócesis de Nuevo Laredo, llatí: Dioecesis Novolaredensis) és una seu de l'Església Catòlica a Mèxic, sufragània de l'arquebisbat de Monterrey, i que pertany a la regió eclesiàstica Noreste. L'any 2013 tenia 884.000 batejats sobre una població d'1.051.000 habitants. Actualment està regida pel bisbe Enrique Sánchez Martínez.

## Territori
La diòcesi comprèn 11 municipis a dos estats mexicans:
- els municipis de Nuevo Laredo, Guerrero, Ciudad Mier i Ciudad Miguel Alemán a l'estat de Tamaulipas;
- els municipis de Parás, Vallecillo, Sabinas Hidalgo, Villaldama, Bustamante, Lampazos de Naranjo i Anáhuac a l'estat de Nuevo León.

La seu episcopal és la ciutat de Nuevo Laredo, on es troba la catedral de l'Esperit Sant.
El territori s'estén sobre 19.378  km², i està dividit en 44 parròquies.

## Història
La diòcesi va ser erigida el 6 de novembre de 1989, mitjançant la butlla Quo facilius del Papa Joan Pau II, prenent el territori del bisbat de Matamoros i de l'arquebisbat de Monterrey.

## Cronologia episcopal
- Ricardo Watty Urquidi, M.Sp.S. † (6 de novembre de 1989 - 21 de febrer de 2008 nomenat bisbe de Tepic)
- Gustavo Rodríguez Vega (8 d'octubre de 2008 - 1 de juny de 2015 nomenat arquebisbe de Yucatán)
- Enrique Sánchez Martínez, des del 16 de novembre de 2015

## Estadístiques
A finals del 2013, la diòcesi tenia 884.000 batejats sobre una població d'1.051.000 persones, equivalent al 84,1% del total.
| any  | població | població  | població | sacerdots | sacerdots       | sacerdots       | sacerdots             | diaques | religiosos | religiosos | parròquies |
| ---- | -------- | --------- | -------- | --------- | --------------- | --------------- | --------------------- | ------- | ---------- | ---------- | ---------- |
| any  | batejats | total     | %        | total     | clergat secular | clergat regular | batejats por sacerdot | diaques | homes      | dones      |            |
| 1990 | 794.000  | 810.000   | 98,0     | 31        | 24              | 7               | 25.612                |         |            | 65         | 25         |
| 1999 | 791.800  | 979.500   | 80,8     | 56        | 43              | 13              | 14.139                | 1       | 17         | 93         | 32         |
| 2000 | 792.000  | 979.500   | 80,9     | 53        | 41              | 12              | 14.943                | 1       | 17         | 96         | 32         |
| 2001 | 787.000  | 980.000   | 80,3     | 54        | 39              | 15              | 14.574                | 1       | 20         | 96         | 32         |
| 2002 | 791.000  | 979.600   | 80,7     | 55        | 38              | 17              | 14.381                | 1       | 19         | 94         | 34         |
| 2003 | 791.000  | 979.600   | 80,7     | 56        | 39              | 17              | 14.125                |         | 25         | 115        | 34         |
| 2004 | 791.000  | 976.600   | 81,0     | 62        | 42              | 20              | 12.758                |         | 28         | 90         | 34         |
| 2013 | 884.000  | 1.051.000 | 84,1     | 71        | 52              | 19              | 12.450                |         | 26         | 87         | 44         |